# Publius Vibius Marianus
Publius Vibius Marianus (vollständige Namensform Publius Vibius Publi filius Marianus) war ein im 2. und 3. Jahrhundert n. Chr. lebender Angehöriger der römischen Armee, der in den römischen Ritterstand (Eques) aufstieg. Durch eine Inschrift, die in Rom gefunden wurde, ist seine Laufbahn bekannt, die als cursus inversus, d. h. in absteigender Reihenfolge wiedergegeben ist.
In der Inschrift ist als erste Position der militärischen Laufbahn des Marianus angegeben, dass er Centurio der Frumentarii war. Danach wurde er mehrmals befördert und erreichte folgende Positionen (in dieser Reihenfolge): Primus pilus in der Legio III Gallica, die ihr Hauptlager in Raphaneia in der Provinz Syria hatte, Praefectus castrorum in der Legio II Italica, die ihr Hauptlager in Lauriacum in der Provinz Noricum hatte sowie Kommandeur (Tribunus) der in Rom stationierten Cohors IIII vigilum, Cohors XI urbana und Cohors X praetoria. Im Anschluss war er ein weiteres Mal Primus Pilus. Danach wurde er Statthalter (procurator et praeses) in der Provinz Sardinia.
Marianus stammte aus Dertona, dem heutigen Tortona (oriundo ex Italia Iulia Dertona). Der Sarkophag mit der Inschrift wurde durch seine Tochter und Erbin Vibia Maria Maxima für ihren Vater und ihre Mutter Reginia Maxima errichtet; die Tochter muss über ein beträchtliches Vermögen verfügt haben, um das aufwändige Grabmal errichten zu können.

## Praefectus castrorum
In der Inschrift steht praef(ecto) leg(ionis) II Ital(icae). Hans Petrovitsch, Rudolf Hanslik, Gerhard Winkler und Brian Dobson gehen davon aus, dass Marianus Praefectus castrorum war.

## Datierung
Die Inschrift wird bei der Epigraphik-Datenbank Clauss-Slaby auf 221/240 datiert. Hans Petrovitsch datiert den Sarkophag mit der Inschrift in die Mitte des 3. Jahrhunderts. Gerhard Winkler datiert die Statthalterschaft um 250. Rudolf Hanslik datiert seine Beförderung zum Primus pilus der Legio III Gallica in die Zeit nach der Neuaufstellung der Legion durch Severus Alexander (222–235); die Legion war nach einer Rebellion durch Elagabal (218–222) vermutlich aufgelöst worden. Laut Brian Dobson datiert Hans-Georg Pflaum die Beförderung zum Primus pilus der Legio III Gallica in die Zeit nach dem Krieg gegen Pescennius Niger um 193/194; da die Legion auf Seiten Nigers gekämpft hatte, benötigte man einen neuen und vertrauenswürdigen Primus pilus. 